# Nederlands landskampioenschap voetbal 1955/56 (nacompetitie)/Wedstrijden
De wedstrijden van de nacompetitie van het Nederlandse Hoofd- en Eerste klassevoetbal uit het seizoen 1955/56 waren een competitie waarbij gestreden werd voor twee plaatsen in het eerste seizoen van de Eredivisie. De wedstrijden werden na afloop van de reguliere competitie gespeeld tussen de nummers 9 van beide hoofdklasses en de kampioenen van de eerste klasses. De competitie werd tussen 17 juni 1956 en 15 juli 1956 afgewerkt.

## Speelronde 1
|              |                                    |       |     |                                                                                          |
| 17 juni 1956 | Hermes DVS                         | 2 – 0 | RCH | Stadion: Stadion Feijenoord, Rotterdam Toeschouwers: 18.000 Scheidsrechter: Joop Martens |
| 17 juni 1956 | Frans Mijnsbergen 9' Leo Janse 32' |       |     | Stadion: Stadion Feijenoord, Rotterdam Toeschouwers: 18.000 Scheidsrechter: Joop Martens |
| 17 juni 1956 |                                    |       |     | Stadion: Stadion Feijenoord, Rotterdam Toeschouwers: 18.000 Scheidsrechter: Joop Martens |
| 17 juni 1956 |                                    |       |     | Stadion: Stadion Feijenoord, Rotterdam Toeschouwers: 18.000 Scheidsrechter: Joop Martens |
|              |                                    |       |     |                                                                                          |

|              |                    |       |                                                            |                                                                                        |
| 17 juni 1956 | KFC                | 1 – 4 | NOAD                                                       | Stadion: Olympisch Stadion, Amsterdam Toeschouwers: 16.000 Scheidsrechter: Wim Beltman |
| 17 juni 1956 | Klaas Molenaar 55' |       | 12' Jan Meijer 37', 61' (pen) Frits Louer 82' Bart Janssen | Stadion: Olympisch Stadion, Amsterdam Toeschouwers: 16.000 Scheidsrechter: Wim Beltman |
| 17 juni 1956 |                    |       |                                                            | Stadion: Olympisch Stadion, Amsterdam Toeschouwers: 16.000 Scheidsrechter: Wim Beltman |
| 17 juni 1956 |                    |       |                                                            | Stadion: Olympisch Stadion, Amsterdam Toeschouwers: 16.000 Scheidsrechter: Wim Beltman |
|              |                    |       |                                                            |                                                                                        |

## Speelronde 2
|              |                                                                     |       |     |                                                                                |
| 20 juni 1956 | GVAV                                                                | 4 – 0 | RCH | Stadion: Oosterpark, Groningen Toeschouwers: 11.000 Scheidsrechter: G. de Boer |
| 20 juni 1956 | Rikkert La Crois 7', 17' Johnny de Grooth 48' Leo Jansen 88' (e.d.) |       |     | Stadion: Oosterpark, Groningen Toeschouwers: 11.000 Scheidsrechter: G. de Boer |
| 20 juni 1956 |                                                                     |       |     | Stadion: Oosterpark, Groningen Toeschouwers: 11.000 Scheidsrechter: G. de Boer |
| 20 juni 1956 |                                                                     |       |     | Stadion: Oosterpark, Groningen Toeschouwers: 11.000 Scheidsrechter: G. de Boer |
|              |                                                                     |       |     |                                                                                |

|              |                                 |       |                       |                                                                                    |
| 21 juni 1956 | KFC                             | 2 – 1 | Hermes DVS            | Stadion: Olympisch Stadion, Amsterdam Toeschouwers: 8.000 Scheidsrechter: Leo Horn |
| 21 juni 1956 | Wim Hendriks 35' Piet Fleur 80' |       | 1' Cock van der Tuijn | Stadion: Olympisch Stadion, Amsterdam Toeschouwers: 8.000 Scheidsrechter: Leo Horn |
| 21 juni 1956 |                                 |       |                       | Stadion: Olympisch Stadion, Amsterdam Toeschouwers: 8.000 Scheidsrechter: Leo Horn |
| 21 juni 1956 |                                 |       |                       | Stadion: Olympisch Stadion, Amsterdam Toeschouwers: 8.000 Scheidsrechter: Leo Horn |
|              |                                 |       |                       |                                                                                    |

## Speelronde 3
|              |                                                 |       |                      |                                                                                           |
| 23 juni 1956 | NOAD                                            | 3 – 1 | GVAV                 | Stadion: Industriestraat, Tilburg Toeschouwers: 8.000 Scheidsrechter: Andries van Leeuwen |
| 23 juni 1956 | Frits Louer 6' Jan Meijer 20' Tini van Osch 54' |       | 15' Rikkert La Crois | Stadion: Industriestraat, Tilburg Toeschouwers: 8.000 Scheidsrechter: Andries van Leeuwen |
| 23 juni 1956 |                                                 |       |                      | Stadion: Industriestraat, Tilburg Toeschouwers: 8.000 Scheidsrechter: Andries van Leeuwen |
| 23 juni 1956 |                                                 |       |                      | Stadion: Industriestraat, Tilburg Toeschouwers: 8.000 Scheidsrechter: Andries van Leeuwen |
|              |                                                 |       |                      |                                                                                           |

|              |                     |       |                    |                                                                                       |
| 24 juni 1956 | RCH                 | 1 – 1 | KFC                | Stadion: Sportparklaan, Heemstede Toeschouwers: 13.000 Scheidsrechter: Jan Bronkhorst |
| 24 juni 1956 | Loek Biesbrouck 80' |       | 75' Klaas Molenaar | Stadion: Sportparklaan, Heemstede Toeschouwers: 13.000 Scheidsrechter: Jan Bronkhorst |
| 24 juni 1956 |                     |       |                    | Stadion: Sportparklaan, Heemstede Toeschouwers: 13.000 Scheidsrechter: Jan Bronkhorst |
| 24 juni 1956 |                     |       |                    | Stadion: Sportparklaan, Heemstede Toeschouwers: 13.000 Scheidsrechter: Jan Bronkhorst |
|              |                     |       |                    |                                                                                       |

## Speelronde 4
|              |            |                                                                           |      |                                                                                                |
| 27 juni 1956 | Hermes DVS | 0 – 4                                                                     | GVAV | Stadion: Stadion Feijenoord, Rotterdam Toeschouwers: 11.000 Scheidsrechter: Karel van der Meer |
| 27 juni 1956 |            | 37' Rikkert La Crois 56' Heiko Wolda 63' Alie Kruger 80' Johnny de Grooth |      | Stadion: Stadion Feijenoord, Rotterdam Toeschouwers: 11.000 Scheidsrechter: Karel van der Meer |
| 27 juni 1956 |            |                                                                           |      | Stadion: Stadion Feijenoord, Rotterdam Toeschouwers: 11.000 Scheidsrechter: Karel van der Meer |
| 27 juni 1956 |            |                                                                           |      | Stadion: Stadion Feijenoord, Rotterdam Toeschouwers: 11.000 Scheidsrechter: Karel van der Meer |
|              |            |                                                                           |      |                                                                                                |

|              |                        |       |                      |                                                                                    |
| 27 juni 1956 | RCH                    | 1 – 2 | NOAD                 | Stadion: Sportparklaan, Heemstede Toeschouwers: 11.000 Scheidsrechter: Piet Roomer |
| 27 juni 1956 | Lodewijk van Braam 23' |       | 7', 9' Tini van Osch | Stadion: Sportparklaan, Heemstede Toeschouwers: 11.000 Scheidsrechter: Piet Roomer |
| 27 juni 1956 |                        |       |                      | Stadion: Sportparklaan, Heemstede Toeschouwers: 11.000 Scheidsrechter: Piet Roomer |
| 27 juni 1956 |                        |       |                      | Stadion: Sportparklaan, Heemstede Toeschouwers: 11.000 Scheidsrechter: Piet Roomer |
|              |                        |       |                      |                                                                                    |

## Speelronde 5
|             |                                       |       |                                                |                                                                                 |
| 1 juli 1956 | GVAV                                  | 2 – 3 | KFC                                            | Stadion: Oosterpark, Groningen Toeschouwers: 12.500 Scheidsrechter: Piet Roomer |
| 1 juli 1956 | Alie Kruger 77' Piet de Koe 87' (pen) |       | 5' Piet Fleur 38' Simon Rus 78' Klaas Molenaar | Stadion: Oosterpark, Groningen Toeschouwers: 12.500 Scheidsrechter: Piet Roomer |
| 1 juli 1956 |                                       |       |                                                | Stadion: Oosterpark, Groningen Toeschouwers: 12.500 Scheidsrechter: Piet Roomer |
| 1 juli 1956 |                                       |       |                                                | Stadion: Oosterpark, Groningen Toeschouwers: 12.500 Scheidsrechter: Piet Roomer |
|             |                                       |       |                                                |                                                                                 |

|             |                                 |       |               |                                                                                      |
| 1 juli 1956 | NOAD                            | 2 – 1 | Hermes DVS    | Stadion: Industriestraat, Tilburg Toeschouwers: 6.500 Scheidsrechter: Jan Bronkhorst |
| 1 juli 1956 | Frits Louer 14' Jan Rombout 29' |       | 54' Leo Janse | Stadion: Industriestraat, Tilburg Toeschouwers: 6.500 Scheidsrechter: Jan Bronkhorst |
| 1 juli 1956 |                                 |       |               | Stadion: Industriestraat, Tilburg Toeschouwers: 6.500 Scheidsrechter: Jan Bronkhorst |
| 1 juli 1956 |                                 |       |               | Stadion: Industriestraat, Tilburg Toeschouwers: 6.500 Scheidsrechter: Jan Bronkhorst |
|             |                                 |       |               |                                                                                      |

## Speelronde 6
|             |                                         |       |     |                                                                                |
| 4 juli 1956 | NOAD                                    | 2 – 0 | KFC | Stadion: Industriestraat, Tilburg Toeschouwers: 6.500 Scheidsrechter: Leo Horn |
| 4 juli 1956 | Cees Molenaar 24' (e.d.) Jef Dirckx 90' |       |     | Stadion: Industriestraat, Tilburg Toeschouwers: 6.500 Scheidsrechter: Leo Horn |
| 4 juli 1956 |                                         |       |     | Stadion: Industriestraat, Tilburg Toeschouwers: 6.500 Scheidsrechter: Leo Horn |
| 4 juli 1956 |                                         |       |     | Stadion: Industriestraat, Tilburg Toeschouwers: 6.500 Scheidsrechter: Leo Horn |
|             |                                         |       |     |                                                                                |

|             |                  |       |            |                                                                                           |
| 4 juli 1956 | RCH              | 1 – 0 | Hermes DVS | Stadion: Sportparklaan, Heemstede Toeschouwers: 6.000 Scheidsrechter: Andries van Leeuwen |
| 4 juli 1956 | Maup Kruijer 33' |       |            | Stadion: Sportparklaan, Heemstede Toeschouwers: 6.000 Scheidsrechter: Andries van Leeuwen |
| 4 juli 1956 |                  |       |            | Stadion: Sportparklaan, Heemstede Toeschouwers: 6.000 Scheidsrechter: Andries van Leeuwen |
| 4 juli 1956 |                  |       |            | Stadion: Sportparklaan, Heemstede Toeschouwers: 6.000 Scheidsrechter: Andries van Leeuwen |
|             |                  |       |            |                                                                                           |

## Speelronde 7
|             |                                                                       |       |                   |                                                                                 |
| 8 juli 1956 | GVAV                                                                  | 5 – 1 | NOAD              | Stadion: Oosterpark, Groningen Toeschouwers: 12.000 Scheidsrechter: Wim Beltman |
| 8 juli 1956 | Johnny de Grooth 31' Piet de Koe 76', 86' (pen.) Alie Kruger 81', 90' |       | 43' Tini van Osch | Stadion: Oosterpark, Groningen Toeschouwers: 12.000 Scheidsrechter: Wim Beltman |
| 8 juli 1956 |                                                                       |       |                   | Stadion: Oosterpark, Groningen Toeschouwers: 12.000 Scheidsrechter: Wim Beltman |
| 8 juli 1956 |                                                                       |       |                   | Stadion: Oosterpark, Groningen Toeschouwers: 12.000 Scheidsrechter: Wim Beltman |
|             |                                                                       |       |                   |                                                                                 |

|             |                          |       |                                  |                                                                                       |
| 8 juli 1956 | KFC                      | 2 – 3 | RCH                              | Stadion: Olympisch Stadion, Amsterdam Toeschouwers: 11.500 Scheidsrechter: G. de Boer |
| 8 juli 1956 | Dries Mul 42', 55' (pen) |       | 11', 47', 51' Lodewijk van Braam | Stadion: Olympisch Stadion, Amsterdam Toeschouwers: 11.500 Scheidsrechter: G. de Boer |
| 8 juli 1956 |                          |       |                                  | Stadion: Olympisch Stadion, Amsterdam Toeschouwers: 11.500 Scheidsrechter: G. de Boer |
| 8 juli 1956 |                          |       |                                  | Stadion: Olympisch Stadion, Amsterdam Toeschouwers: 11.500 Scheidsrechter: G. de Boer |
|             |                          |       |                                  |                                                                                       |

## Speelronde 8
|              |                                                            |       |                       |                                                            |
| 11 juli 1956 | Hermes DVS                                                 | 4 – 2 | KFC                   | Stadion: Stadion Feijenoord, Rotterdam Toeschouwers: 1.200 |
| 11 juli 1956 | Frans Mijnsbergen 35', 50' Cock van der Tuijn 48' Bep Zaal |       | Andries Kok Dries Mul | Stadion: Stadion Feijenoord, Rotterdam Toeschouwers: 1.200 |
| 11 juli 1956 |                                                            |       |                       | Stadion: Stadion Feijenoord, Rotterdam Toeschouwers: 1.200 |
| 11 juli 1956 |                                                            |       |                       | Stadion: Stadion Feijenoord, Rotterdam Toeschouwers: 1.200 |
|              |                                                            |       |                       |                                                            |

|              |                             |       |                           |                                                        |
| 11 juli 1956 | RCH                         | 2 – 3 | GVAV                      | Stadion: Sportparklaan, Heemstede Toeschouwers: 11.000 |
| 11 juli 1956 | Lodewijk van Braam 52', 65' |       | 10', 16', 30' Alie Kruger | Stadion: Sportparklaan, Heemstede Toeschouwers: 11.000 |
| 11 juli 1956 |                             |       |                           | Stadion: Sportparklaan, Heemstede Toeschouwers: 11.000 |
| 11 juli 1956 |                             |       |                           | Stadion: Sportparklaan, Heemstede Toeschouwers: 11.000 |
|              |                             |       |                           |                                                        |

## Speelronde 9
|              |                                           |       |            |                                                                                  |
| 15 juli 1956 | GVAV                                      | 3 – 0 | Hermes DVS | Stadion: Oosterpark, Groningen Toeschouwers: 13.000 Scheidsrechter: Bertus Ausum |
| 15 juli 1956 | Alie Kruger 49' Johnny de Grooth 54', 60' |       |            | Stadion: Oosterpark, Groningen Toeschouwers: 13.000 Scheidsrechter: Bertus Ausum |
| 15 juli 1956 |                                           |       |            | Stadion: Oosterpark, Groningen Toeschouwers: 13.000 Scheidsrechter: Bertus Ausum |
| 15 juli 1956 |                                           |       |            | Stadion: Oosterpark, Groningen Toeschouwers: 13.000 Scheidsrechter: Bertus Ausum |
|              |                                           |       |            |                                                                                  |

|              |                                                |       |                         |                                                       |
| 15 juli 1956 | NOAD                                           | 4 – 2 | RCH                     | Stadion: Industriestraat, Tilburg Toeschouwers: 2.000 |
| 15 juli 1956 | Jef Dirckx 61' Jan Meijer 63', 76' Groenen 83' |       | 6', 52' Loek Biesbrouck | Stadion: Industriestraat, Tilburg Toeschouwers: 2.000 |
| 15 juli 1956 |                                                |       |                         | Stadion: Industriestraat, Tilburg Toeschouwers: 2.000 |
| 15 juli 1956 |                                                |       |                         | Stadion: Industriestraat, Tilburg Toeschouwers: 2.000 |
|              |                                                |       |                         |                                                       |

## Speelronde 10
|              |            |                              |      |                                        |
| 18 juli 1956 | Hermes DVS | Wedstrijd niet meer gespeeld | NOAD | Stadion: Stadion Feijenoord, Rotterdam |
| 18 juli 1956 |            |                              |      | Stadion: Stadion Feijenoord, Rotterdam |
| 18 juli 1956 |            |                              |      | Stadion: Stadion Feijenoord, Rotterdam |
| 18 juli 1956 |            |                              |      | Stadion: Stadion Feijenoord, Rotterdam |
|              |            |                              |      |                                        |

|              |     |                              |      |                                       |
| 18 juli 1956 | KFC | Wedstrijd niet meer gespeeld | GVAV | Stadion: Olympisch Stadion, Amsterdam |
| 18 juli 1956 |     |                              |      | Stadion: Olympisch Stadion, Amsterdam |
| 18 juli 1956 |     |                              |      | Stadion: Olympisch Stadion, Amsterdam |
| 18 juli 1956 |     |                              |      | Stadion: Olympisch Stadion, Amsterdam |
|              |     |                              |      |                                       |